# Westzijderkerk (Zaandam)

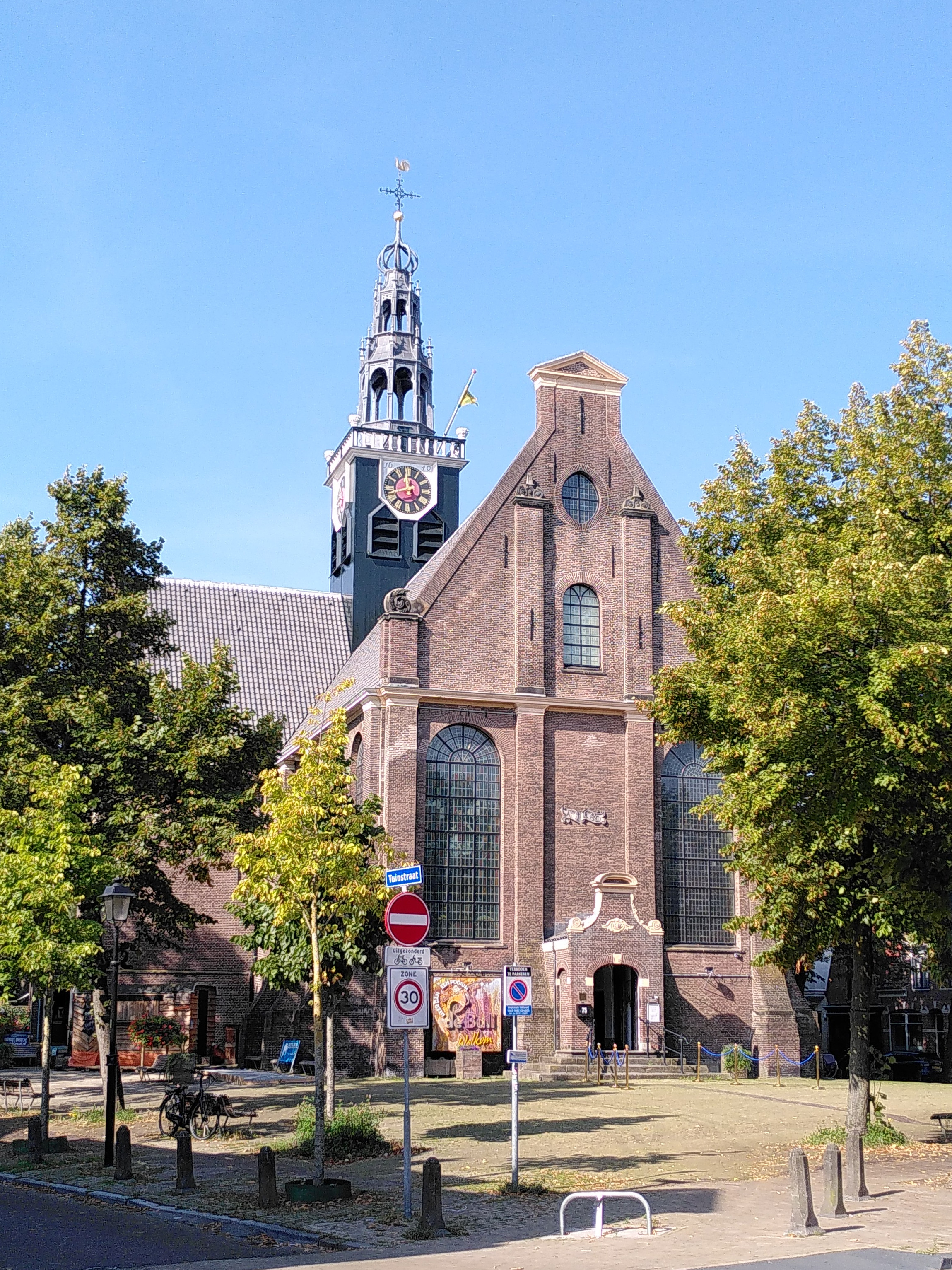
Westzijderkerk (Bullekerk) in Zaandam

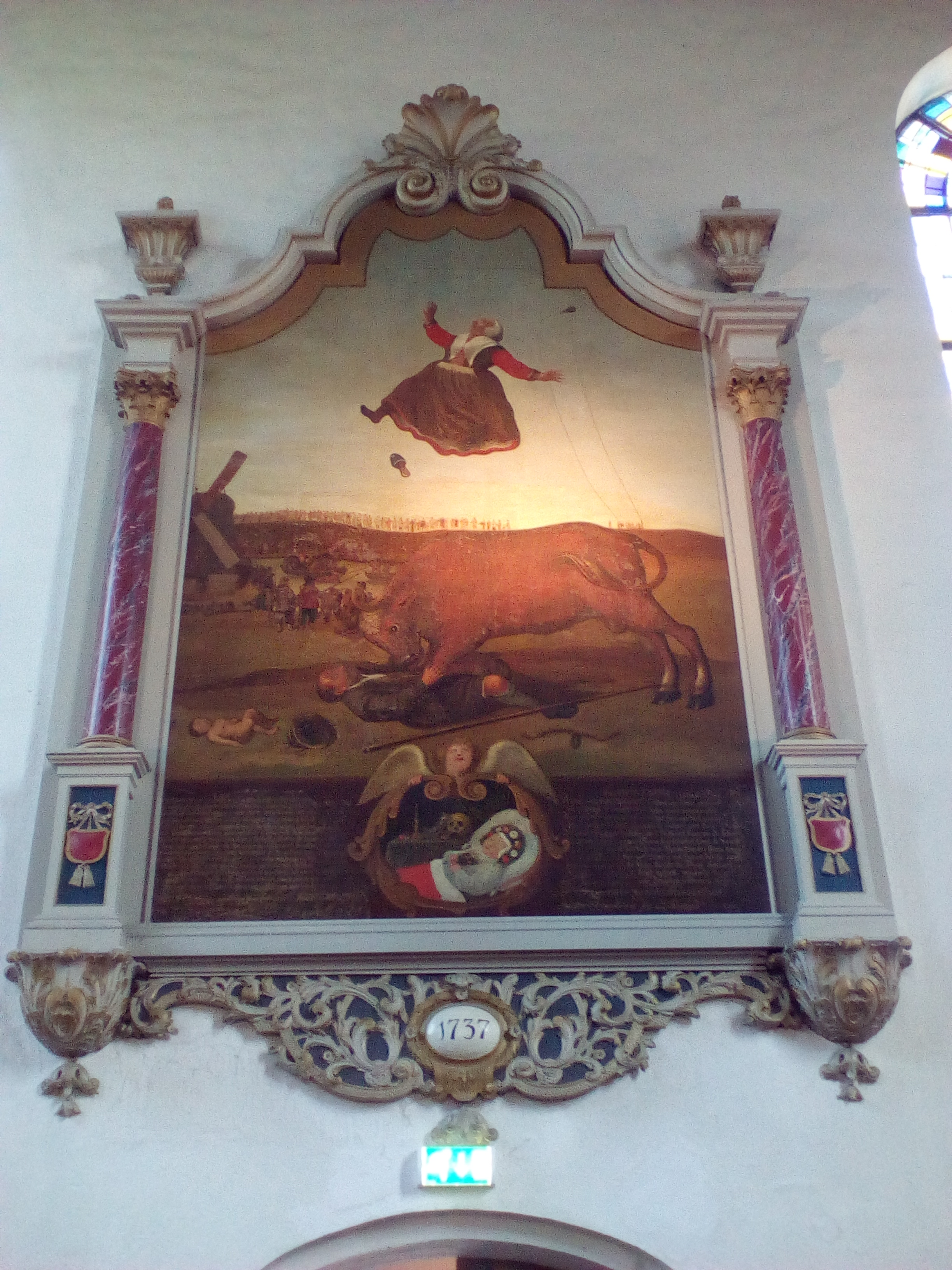
Het verhaal hoe de Bullekerk aan haar naam komt.

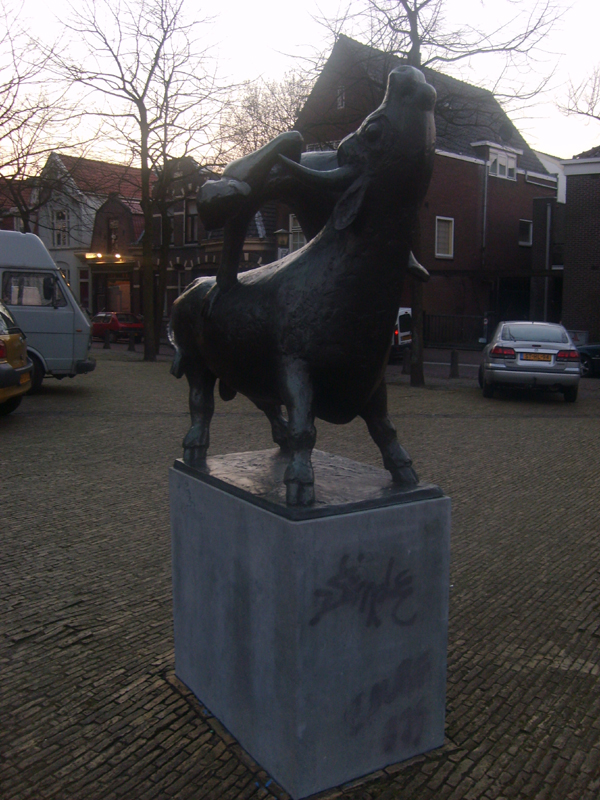
Monument voor Westzijderkerk te Zaandam over het verhaal van de zwangere vrouw en de stier.

De Westzijderkerk te Zaandam is gevestigd aan de Westzijde, een van de twee straten langs de Zaan. Het is een kruiskerk die tussen 1638 en 1640 gebouwd is en van 1671 tot 1680 uitgebreid is. In de kerk zijn in 1647 begraven een boer en zijn zwangere vrouw die door een dolle stier om het leven zijn gebracht. Op wonderbaarlijke wijze is het kind wel geboren. Van dit verschrikkelijke ongeluk is een schildering in de kerk gemaakt onder de naam Stiers Wreedheid. Hierna is de kerk in de volksmond Bullekerk gaan heten. Sinds september 2019 is de kerk het Cultureel Centrum Bullekerk gevestigd.
De Westzijderkerk is de kerk waar cabaretier Freek de Jonge als kind, in de domineesbank, ’s zondags naar de preek van zijn vader luisterde. Vroeger werd op het plein voor de kerk veemarkt gehouden. Het ouderlijke huis van de Jonge, Parkstraat 6 tegenover de kerk, staat er overigens nog steeds, al is het geen pastorie meer.

## Bouw
Op 26 juni 1637 kregen schepenen en regeerders van West-zaandam toestemming van de Staten van Holland en West-Friesland een kerk te bouwen aan de westzijde van Zaandam. De bouw van de kerk lijkt geheel in eigen beheer plaatsgevonden te hebben, aangezien er van een bouwmeester nergens melding wordt gemaakt.
Nadat op 27 maart 1638 was begonnen met het heiwerk, werd op 14 september de eerste steen voor een grieks-kruiskerk gelegd. "Den 4 van October 1640 is hij in zijn Kruis gestelt, de Toorn opgemaakt en in de selfde Maandt (18 October) de eerste Predikatie daarin gedaan, bij Johannis Cruijcius" Met in het kruis stellen zal waarschijnlijk bedoeld dat het gebouw door de bouwers werd overgedragen en geopend werd verklaard. Dat de toren er in 14 dagen op gezet is, is mogelijk omdat er eerst een veel kleiner torentje op de kerk heeft gestaan.
De groei van de gemeente maakte het noodzakelijk de kerk uit te breiden. Vanaf 1671 begon men met de voorbereidingen. Deze bestonden voornamelijk uit werkzaamheden die konden worden uitgevoerd zonder dat de westelijke muur al behoefde te worden weggebroken. De doodkisten op het kerkhof aan de westkant van de kerk moesten verplaatst worden en er werden 210 heipalen geslagen. Vanaf 1676 liggen de werkzaamheden vrijwel stil, vermoedelijk te gevolge van geldgebrek. Om aan geld te komen werd er geleend bij particulieren. Daarnaast was de verkoop van graven een belangrijke inkomstenbron. Hierna werd de westelijke muur weggebroken en werd het gat tijdens de bouw dichtgemaakt met touw en zeildoek.
De oostelijke kant is op dezelfde manier bekostigd. Getuige het jaartal in de oostgevel zijn de werkzaamheden in 1680 afgerond. Het is onduidelijk hoe de leningen zijn terugbetaald.

## Restauratie
De Hervormde Westzijderkerk in Zaandam is tussen 1972 en 1974 gerestaureerd. In 2005 is een aanbouw gemaakt aan de zuidkant van de kerk. In het gebouw zijn enkele passende inbouwen gerealiseerd; er is een multifunctioneel plein gerealiseerd in de kerk, verwarmd door infraroodverwarming, en er zijn goede geluidsinstallaties aangebracht om met name muziek, live of van cd's, tot zijn recht te laten komen. Dit is te merken tijdens de experimentele kerkdiensten en optredens van het cultureel centrum Bullekerk.

## De pelikaan

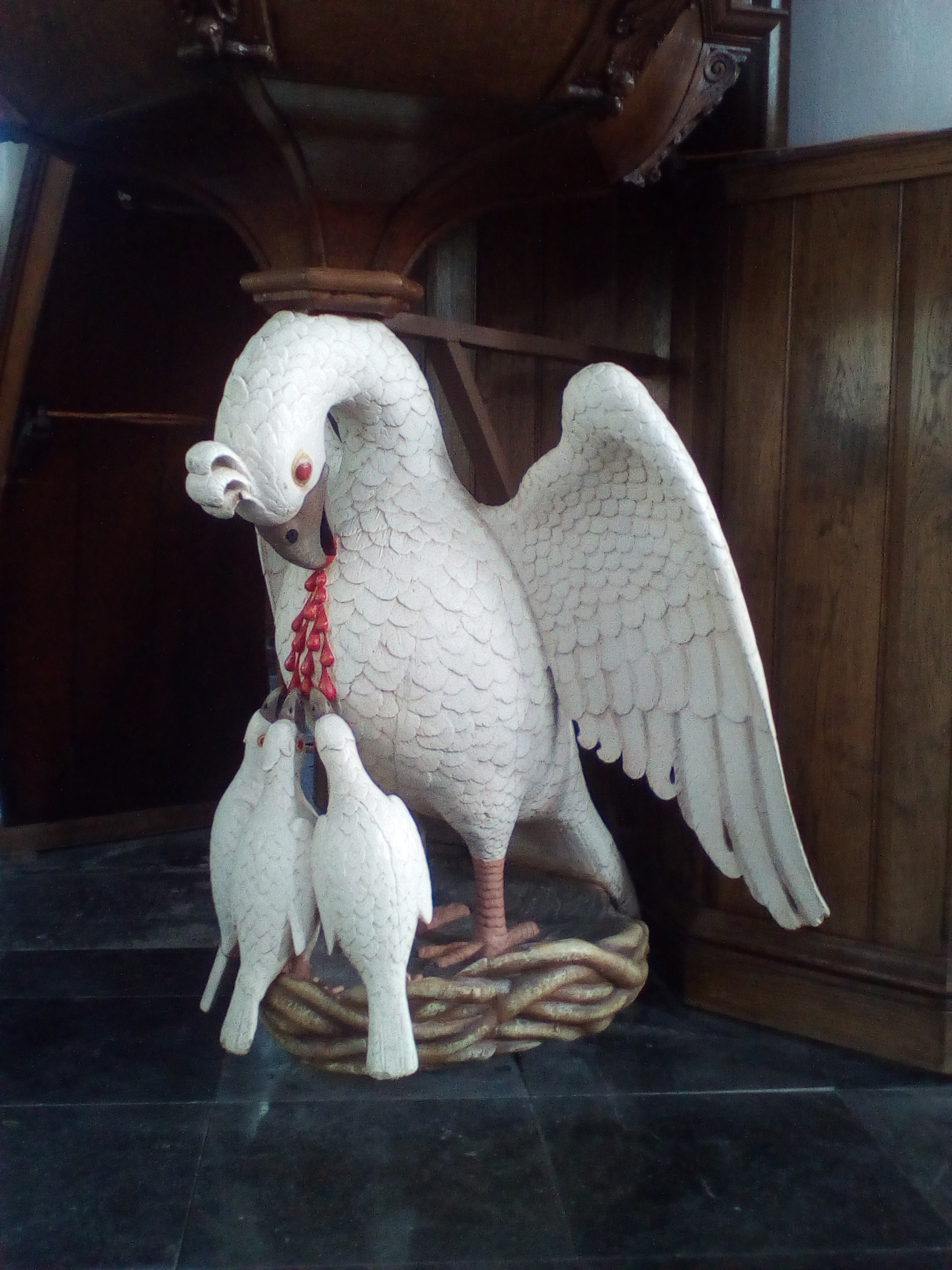
De pelikaan onder de preekstoel van de Bullekerk die haar jongen voedt met haar eigen bloed.

De grote houten pelikaan, onder de preekstoel uit 1644, is een markant beeld in het interieur. Het dier is voorgesteld met drie jongen op een nest. Met de snavel opent de pelikaan haar borst en de hongerige jongen drinken van het bloed dat uit de wond naar beneden stroomt.
De pelikaan die de jongen voedt met haar eigen bloed is een bekend religieus motief dat symbool staat voor de offerdood van Christus. In kerkinterieurs komen we de pelikaan vaak tegen op altaren en lezenaars en op doophekken, doopvonten en preekstoelen.
De Hervormde kerk van Westzaan heeft, evenals de Westzijderkerk, een preekstoel die op een pelikaan rust.